# Lezioni di cioccolato
Lezioni di cioccolato è un film del 2007 diretto da Claudio Cupellini ed interpretato da Violante Placido, Luca Argentero, e Neri Marcorè.
Il film ha incassato € 2.576.000

## Trama
Perugia, 2007. Mattia Cavedoni è un uomo senza scrupoli, un geometra titolare di una piccola impresa, sempre intento a risparmiare, aiutato dal capocantiere Osvaldo, scegliendo materiali scadenti e rinunciando alle misure di sicurezza. Al fine di attirare l'attenzione dell'arrogante dottor Ugolini, si iscrive allo stesso club dil golf e gli promette la ristrutturazione del casale di suo figlio in campagna alla metà del prezzo offerto dalle altre imprese.
Un giorno Kamal Hawasgwaibh, uno dei suoi operai impiegati in nero arrivati da poco per guadagnare qualcosa e sistemarsi in Italia, ha un incidente in cantiere cadendo dal tetto del casale, dove Cavedoni non aveva fatto installare l'impalcatura per risparmiare. Kamal si rompe entrambe le braccia, ma a Mattia questo non interessa, prega solo l'operaio di non raccontare niente alla polizia perché altrimenti sarà costretto a chiudere il cantiere. Kamal, gli racconta che in Egitto lui era un pasticciere e che non lo denuncerà solo se seguirà al suo posto, sotto falsa identità, il corso da pasticciere presso la Perugina al quale lui si era iscritto, proprio per imparare l'uso del cioccolato in pasticceria, visto che in Egitto tale ingrediente non viene usato: La gara finale del corso riechiede la creazione di un cioccolatino innovativo. Il vincitore otterrà un finanziamento per aprire una cioccolateria, in occasione dei cento anni della Perugina. Mattia quindi adotta gli usi e costumi di Kamal, dall'abbigliamento al cellulare, alla macchina al modo di parlare, e inizia svogliatamente a frequentare il corso, fin quando il maestro cioccolatiere di mezza età Gaetano Conti (le sue figlie teenager vengono scambiate per sue fidanzate) si accorge che il "nuovo" Kamal non ha la manualità di un pasticcere, ma commosso dalla storia di sfruttamento che il finto Kamal gli racconta, non lo espelle dal corso e lo assegna alla bella alunna Cecilia Ferri da Frascati, perché lo segua come tutor. I due ragazzi da questo punto si conosceranno sempre meglio. Lei finirà per essere sempre più attratta del finto Kamal, mentre lui inizialmente la crede isterica e cerca di farsi fare i compiti da lei.
Lui inizierà a chiamarla Ceci e a scoprire tutte le sue fragilità dovute al passato infestato da relazioni con uomini che si sono sempre rivelati bugiardi, e questo porterà lei ad innamorarsi, ma anche Mattia (nelle vesti del finto Kamal) non impiegherà molto a subire il fascino della bella tutor. Cecilia, origliando le telefonate del finto Kamal, pensa erroneamente che Ugolini sia il suo datore di lavoro che lo sfrutta, decide di incontrarlo e lo maltratta accusandolo di sfruttare il finto Kamal. Uglolini fugge indignato e non comprendendo a cosa si riferisse Cecilia. Cecilia intanto, resasi conto di essersi innamorata del finto Kamal e non volendosi far coinvolgere da una nuova storia che secondo lei la porterà a soffrire, decide di lasciare il corso e si reca in stazione per tornare a Frascati. Il maestro cioccolatiere allora informa il finto Kamal del fatto che Cecilia stia partendo e gli dice che se Cecilia lascera il corso, anche lui verrà espulso. Il finto Kamal allora si precipita in stazione e riesce a convincere Cecilia a restare.
Ma il gioco di Mattia e Kamal non è destinato a durare in eterno, infatti il ragazzo viene smascherato proprio alla scuola di cioccolato dal dottor Ugolini venuto in visita da medico per tenere una conferenza sulle proprietà benefiche del cioccolato. Cecilia scoprirà così che un altro uomo è stato bugiardo con lei. Dopo momenti molto concitati, Mattia cerca di chiarire la situazione e perché è stato costretto a mentire. Deluso si reca dal vero Kamal per dargli la triste notizia. Kamal distrutto dall'esclusione, dal concorso si ubriaca insieme a Mattia per togliersi la tristezza (si scopre dunque che Kamal ogni tanto beve anche il vino), Mattia, dopo aver preso coscienza del suo modo di lavorare,rende e dice ad Ugolini di che se vuole un lavoro di qualità deve pagare il giusto prezzo.
Il film finisce dopo che il vero Kamal chiederà di essere comunque ammesso all'esame finale del corso, con il buon Mattia come manovale, e riuscirà a parteciparvi, e a vincere il premio finanziario per aprire la cioccolateria con il cioccolatino-bacio italo-egiziano ai datteri ed alla nocciola "I love Shamira" (la moglie di Kamal). Cecilia, sconfitta all'esame, vedrà il giovane Mattia cadere ai suoi piedi chiedendole scusa per tutto quello che ha fatto e dichiarandole i suoi sinceri sentimenti. La risposta non sarà del tutto negativa, perché gli confessa di aver accettato una consulenza presso la Perugina che la farà rimanere in città ancora per qualche mese: fa così capire a Mattia che per loro c'è ancora qualche possibilità.

## Cast
- Mattia Cavedoni. Il protagonista Mattia è un geometra, molto sicuro sul lavoro come nella vita privata. È terrorizzato dall'idea di sposarsi, tanto da rompere ogni possibile fidanzamento per la paura di vedersi portare via tutti i suoi risparmi dopo il divorzio: l'ultimo dei quali è con Clara. Di conseguenza il lavoro viene sempre al primo posto, ma soprattutto risparmiare senza utilizzare mezzi termini: risparmiare su ciò che non si vede ferro, cemento, tubi. Dopo la caduta di Kamal dal tetto un altro timore lo assale: quello di essere denunciato per la mancanza delle misure di sicurezza nel suo cantiere. Quindi, per la paura di perdere tutto, si abbasserà pienamente al volere di Kamal, partecipando al corso di cioccolato e cambiando cellulare, automobile, vestiti, tagliando i capelli e scurendosi il viso con 10 lampade. La vita frenetica dei giorni del corso gli cambierà la vita ed il modo di pensare: da un lato si rende conto di quello che faceva passare ai suoi operai mal pagati e con il lavoro perennemente appeso ad un filo, dall'altro lato conosce Cecilia nei confronti della quale, per la prima volta, non è terrorizzato dall'idea che possa desiderare il matrimonio.
- Cecilia Ferri. È una giovane donna, arriva direttamente da Frascati. Ha un passato molto turbolento, pieno di delusioni. Ha l'hobby per le freccette ed il volontariato. Spesso impulsiva, finisce sempre per pentirsi di quello che fa. Durante una discussione con Mattia alla stazione ammetterà di aver paura di se stessa, perché non si fida di se stessa. Quando le piace qualcuno, si butta.
- Maestro Gaetano Conti. È un uomo misterioso, definisce i cioccolatini come dei piccoli momenti d'estasi. Per un certo periodo gli vengono attribuiti flirt con delle ragazze molto più giovani di lui. Solo verso la fine si scoprirà che è un uomo normalissimo, le ragazze non erano nient'altro che le sue figlie che può vedere pochissimo per colpa di un rapporto difficile con la ex moglie.
- Kamal Hawasgwaibh. È l'operaio di Mattia, assunto in nero, che cade da un tetto e minaccia Mattia di denunciarlo per la mancanza dei ponteggi se questo non parteciperà al corso di cioccolato in suo nome. In Egitto era un pasticcere e mentre fa l'operaio, telefonando probabilmente, si iscrive alla scuola di cioccolato per poter continuare anche in Italia la sua vecchia professione. All'inizio lo conosciamo come personaggio molto timido, pronto subito ad abbassare la testa davanti al capo che minacciava di licenziarlo se non fosse salito sul tetto a finire il lavoro. Dopo l'incidente scoprirà invece di avere un forte potere su un uomo spietato come Mattia, disposto a fare qualsiasi cosa pur di salvarsi la reputazione e dalla galera. Imporrà anche diverse regole all'ex-capo, tra cui «Se te farai una brutta figura con il mio nome io ti denuncio», «mentre fai il corso, alla sera vieni a casa mia e mi impari cioccolato» e «capelli lunghi da femmina, via!». Nel corso della storia riprenderà più volte Mattia per il suo atteggiamento poco educato e gli darà insegnamenti proprio a riguardo di educazione, morale, risparmio e anche sull'amicizia.
- Osvaldo. Osvaldo sembra essere l'unico amico di Mattia, lo aiuta nelle sue truffe alla ricerca dei materiali di riciclo e di seconda mano. Il suo motto sembra essere: quando cerchi materie prime devi risparmiare più possibile.
- Corrado. Corrado, interpretato da Josefia Forlì, è un giovane sognatore che cerca di inventare il cioccolattino perfetto.
- Dott. Giancarlo Ugolini. Il medico Ugolini, pur volendo solo un casale per suo figlio, costringe implicitamente Mattia a non scegliere il ponteggio troppo costoso ed odia gli stranieri ed alla fine il cioccolato (prima no), perciò sembra essere l'antagonista del film, venendo alla fine abbandonato da Mattia col suo casale ancora diroccato.
- Il film vede le partecipazioni del regista goriziano Matteo Oleotto e, in piccoli ruoli, di Regina Orioli e Rolando Ravello.

## Produzione
Pur essendo ambientato a Perugia, il film è stato girato in gran parte tra Terni, il Lago di Piediluco e, per le scene finali, Narni. In particolare la stazione nella quale è girata la scena che vede Mattia/Kamal fare desistere Cecilia dal voler tornare a Frascati, ambientata nella stazione di Perugia, è in realtà la Stazione di Nera - Montoro, posta sulla ferrovia Roma - Ancona.

## Colonna sonora
Nella colonna sonora sono compresi i brani When Did Your Heart Go Missing? dei Rooney e Splendidamente pazza dei Grandi Animali Marini e Why can't I be you? dei The Cure.

## Sequel
L'11 novembre 2011, a distanza di quattro anni dall'uscita della prima pellicola, è uscito nelle sale cinematografiche il sequel del film intitolato Lezioni di cioccolato 2, regia di Alessio Maria Federici.